# Kodeks 0222
Kodeks 0222 (Gregory-Aland no. 0222) – grecki kodeks uncjalny Nowego Testamentu na pergaminie, paleograficznie datowany na VI wiek. Do naszych czasów zachowały się fragment jednej karty kodeksu. Jest przechowywany w Wiedniu. Jest cytowany w krytycznych wydaniach greckiego Nowego Testamentu.

## Opis
Do dziś (2008) zachowały się fragment jednej karty, z tekstem Pierwszego Listu do Koryntian (9,5-7.10.12-13). Oryginalne karty kodeksu miały rozmiar 15 na 12 cm, zachowany fragment ma rozmiary 2 na 13 cm.
Tekst pisany jest dwoma kolumnami na stronę, w 20 linijkach w kolumnie. Nomina sacra stosują długie formy skrótów (χρυ).

## Tekst
Fragment reprezentuje mieszaną tradycję tekstualną. Kurt Aland zaklasyfikował go do kategorii III, co oznacza, że jest ważny dla poznania historii tekstu Nowego Testamentu.

## Historia
Rękopis datowany jest przez INTF na VI wiek . Nieznane jest miejsce, z którego pochodzi fragment, wskazuje się na Egipt.
Na listę rękopisów Nowego Testamentu wciągnął go Kurt Aland w 1953 roku, oznaczając go przy pomocy siglum 0222.
Tekst fragmentu opublikował Peter Sanz w 1946 oraz Porterowie w 2008 roku. Fragment był badany ponadto przez paleografa Guglielmo Cavallo.
Rękopis przechowywany jest w Austriackiej Bibliotece Narodowej (Pap. G. 29299) w Wiedniu .